# Operațiunile în masă ale NKVD-ului
Operațiunile în masă ale Comisariatului Poporului pentru Afaceri Interne (NKVD) au fost efectuate în timpul Marii Epurări și au vizat categorii specifice de persoane. De regulă, acestea au fost efectuate în conformitate cu ordinele date de comisarul poporului pentru afaceri interne Nikolai Ejov.
- Ordinul NKVD Nr. 00447 „Foștii culaci (chiaburi), criminalii și alte elemente antisovietice”, aproximativ 386.798 de persoane executate[2].
- Ordinul NKVD Nr. 00486 Membrii de familie ai trădătorilor patriei.
- Ordinul NKVD Nr. 00593 fostul personal al Căii Ferate Răsăritene Chinezești (KVJD), care au trăit în Harbin și au re-emigrat în Uniunea Sovietică după 1935, când KVJD a fost vândută statului marionetă japonez Manciukuo, aproximativ 30.992 de persoane executate[3].

## Operațiunile naționale ale NKVD
Operațiunile de acest tip din această perioadă au vizat etniile „străine” (grupurile etnice cu legături transfrontaliere cu statele naționale] străine, ca de exemplu polonezii și Polonia interbelică), care s-au deosebit de represiunile împotriva naționalităților din timpul celui de-al Doilea Război Mondial.
- Ordinul NKVD Nr. 00485 - Operațiunea poloneză a NKVD-ului, cel puțin 111.091 de persoane executate[4]
- Ordinul NKVD Nr. 00439 – Operațiunea germană a NKVD-ului, aproximativ 41.898 de persoane executate[5]
- Operațiunea grecească a NKVD-ului, aproximativ 20.000 de persoane executate[6]—50,000 [7]
- Operațiunea letonă a NKVD-ului, 16.573 persoane executate[8]
- Operațiunea coreeană a NKVD-ului, aproximativ 40.000 persoane executate[9]

## Încetarea operațiunilor
Pe 17 noiembrie 1938, decretul comun nr. 81 al Sovietului Comisarilor Poporului al URSS și Comitetului Central al Partidului Comunist al Uniunii Sovietice („Decretul privind arestările, controlul procurorilor și cursul anchetei”) și ordinul ulterior al NKVDului semnat de Lavrenti Beria au anulat majoritatea ordinelor NKVD pentru acțiunile în masă (dar nu toate, vezi Ordinul NKVD Nr. 00689) și suspendare execuțiilor, ceea ce a semnificat sfârșitul Marii Epurări („Ejovșcina”).